# Relicina relicinula
Relicina relicinula är en lavart som först beskrevs av Johannes Müller Argoviensis, och fick sitt nu gällande namn av Hale. Relicina relicinula ingår i släktet Relicina och familjen Parmeliaceae.   Inga underarter finns listade i Catalogue of Life.